# Kevin Jonas
Pour les articles homonymes, voir Jonas (homonymie).
Paul Kevin Jonas II (né le 5 novembre 1987) plus connu comme Kevin Jonas, ou K2 est l'un des membres du groupe des Jonas Brothers.

## Biographie
Né à Teaneck dans le New Jersey, Kevin Jonas a grandi à Wyckoff dans le New Jersey. Il est le premier fils de Paul Kevin Jonas Sr. (né le 13 février 1965), un ancien pasteur évangélique des Assemblées de Dieu et Denise Jonas (née Miller, le 12 juillet 1966), une ancienne professeur de langue des signes. Il est l’aîné d'une fratrie de quatre enfants : Joe, Nick et Frankie.
Famille chrétienne évangélique, le père est un ancien pasteur et les quatre garçons furent scolarisés à la maison par leur mère et portaient un anneau de pureté à l'annulaire gauche. Le mot "Poned" est inscrit à l'intérieur ce qui signifie "remis à plus tard" ou "reporté". Cette bague, très répandue dans la jeunesse chrétienne nord-américaine, signifie que celui qui la porte a fait le vœu de rester vierge jusqu'au mariage. Kevin a gardé sa bague de pureté jusqu'à son mariage avec Danielle Deleasa (en), ce qui n'est pas le cas de ses frères qui l'ont ôté en 2010.
Après avoir quitté les Jonas Brothers en 2013, il a fondé la société de construction immobilière JonasWerner, il est aussi le co-directeur général de la société The Blu Market, qui s'occupe de la communication et des projets pour les influenceurs des médias sociaux,,. En 2015, il a créé une application alimentaire, Yood. Depuis 2016, il est également partenaire de l'application de partage de vidéos We Heart It.

## Carrière musicale

### Jonas Brothers

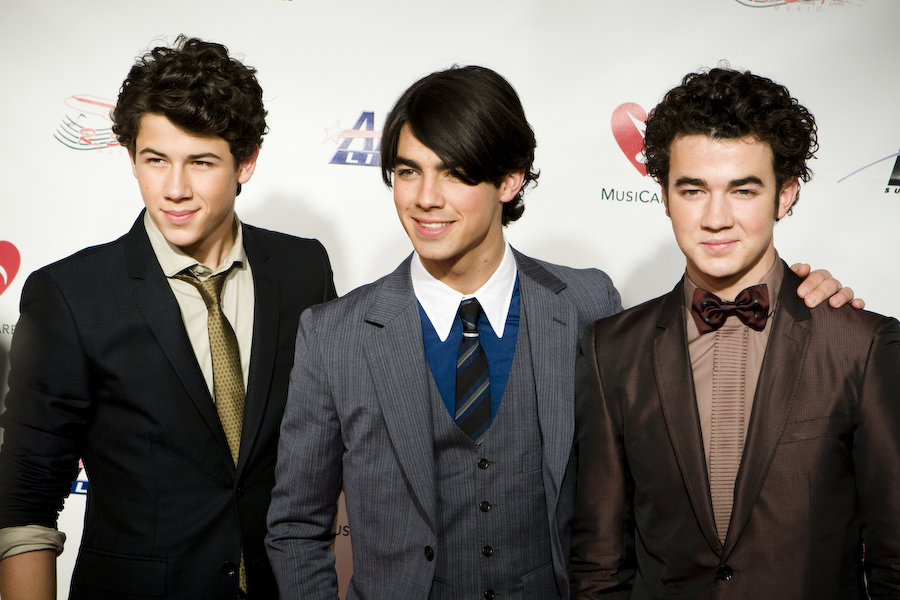
Jonas Brothers en 2009.

Au début de 2005, Columbia Records a un nouveau président, Steeve Greenberg, qui a l'occasion d'écouter le disque de Nick Jonas. Même s'il n'apprécie pas le style de l'album, il admire la voix de Nick. Après avoir entendu la chanson Please Be Mine, écrite et interprétée par les trois frères Jonas, à savoir Kevin, Joe et Nick, Daylight Records et Columbia Records décident de signer les trois artistes en tant que groupe. Après avoir signé avec Columbia, les frères ont songé à appeler leur groupe Sons of Jonas avant de prendre le nom de Jonas Brothers.
Le groupe a enregistré cinq albums studio ("It's About time", "Jonas Brothers", "A Little Bit Longer", "Lines, Vines and Trying Times" et "V") et un album Live (Jonas Brothers: the 3D Concert experience).

#### 2019: Retour des Jonas Brothers
Le 28 février 2019, après presque 10 ans d'absence, les Jonas Brothers ont officiellement annoncé leur retour avec un nouveau single, "Sucker", qui est sorti le 1er mars publié sur Republic Records. La chanson a fait ses débuts au numéro 1 des classements Billboard Hot 100, devenant ainsi la première chanson numéro 1 des Jonas Brothers dans un classement.
Le 5 avril, le groupe a publié le single "Cool (en)".
Le 22 avril 2019, le groupe annonçait la sortie de leur prochain album, Happiness Begins, prévu le 7 juin 2019.
Le 1er mai 2019, le trio s'est produit aux Billboard Music Awards à Las Vegas.

### Concerts
Les Jonas Brothers ont fait beaucoup de tournées, dont deux mondiales. Ils sont passés pas moins de deux fois en France en 2009 : le 14 juin au Zénith de Paris et le 26 novembre à Paris-Bercy. Cette date était la dernière de leur tournée : "World Tour 2009" pendant cette tournée ils sont également passés par la Belgique à Anvers le 14 novembre 2009. Une tournée mondiale s'est entamée le 27 juillet 2010 aux États-Unis. Demi Lovato a assuré la première partie de cette tournée.
Le 1er mai 2019, le groupe a officiellement annoncé une tournée intitulée « Happiness Begins Tour » aux États-Unis, Canada et le Mexique à partir du 7 août jusqu'au 14 décembre 2019 ainsi qu'une tournée européenne qui débutera du 29 janvier jusqu'au 22 février 2020 à Paris, à l'Accord Hotel Arena 

## Carrière d'acteur

### Apparitions
Il a joué dans Camp Rock et Camp Rock 2 avec ses frères et Demi Lovato. Les Jonas ont leur propre série, Jonas L. A., sur Disney Channel. Mais la chaîne annule la série en 2010. Il a aussi joué un des chérubins (voix) dans La Nuit au musée 2 avec ses deux frères Joe & Nick.
Le 19 août 2012 est lancé sur E! l'émission de télé réalité racontant la vie de Kevin et sa femme Danielle : Mariée à un Jonas. La première saison de 10 épisodes s'est terminée le 28 octobre 2012. La chaîne a décidé de renouveler la série pour une deuxième saison. Celle-ci fut diffusée en 2013. 

## Vie privée
Kevin a été en couple avec l'actrice américaine, Zoe Myers, de juillet 2006 à avril 2007. Ils se seraient séparés car Zoe aurait profité de la notoriété du jeune homme de 19 ans à l'époque ; il a donc co-écrit la chanson Video Girl avec ses frères - qui figure sur le troisième album des Jonas Brothers.
Depuis juin 2007, il partage la vie de Danielle Deleasa (en), une ancienne coiffeuse qu'il a rencontrée aux Bahamas le mois précédent, alors qu'ils étaient en vacances avec leurs familles respectives. Ils se fiancent le 1er juillet 2009, puis se marient le 19 décembre 2009. Ils ont deux filles : Alena Rose Jonas (née le 2 février 2014) et Valentina Angelina Jonas (née le 27 octobre 2016).

## Filmographie
- 2007 : Hannah Montana : Lui-même
- 2008 : Camp Rock : Jason Gray
- 2009 : The Jonas Brothers Concert 3D : lui-même
- 2009 : La Nuit au musée 2 : la voix de l'un des trois chérubins
- 2009-2010 : Jonas L. A. : Kevin Percy Jonas
- 2010 : Camp Rock 2 : Jason Gray
- 2012-2013 : Mariée à un Jonas Brothers: Lui-même
- 2012 : Live with Kelly : Lui-même

## Discographie

### Album avec lesJonas Brothers
- 2006 : It's About Time
- 2007 : Jonas Brothers (album)
- 2008 : A Little Bit Longer
- 2009 : Lines, Vines and Trying Times
- 2013 : V
- 2019 : Happiness Begins